# آبل ۱۲
آبل ۱۲ (انگلیسی: Abell 12) یک سحابی سیاره‌ای است که در صورت فلکی شکارچی قرار دارد. آبل ۱۲ به عنوان "سیاره پنهان" شناخته می‌شود زیرا ستاره پیش زمینه مو شکارچی رصد آن را دشوار می‌کند و آبل ۱۲ با قدر ۱۴ در کنار آن قرار دارد. این سحابی در فاصله ۶۹۰۰ سال نوری از زمین و در شمال ابط‌الجوزا قرار دارد.